# من الأرض إلى لونا!
من الأرض إلى لونا! هو مسلسل تلفزيوني برازيلي أمريكي رسوم متحركة للأطفال من إنتاج وإخراج لورين فاوست وإنتاج سبروت، والذي تم عرضه لأول مرة على القناة الأمريكية سبروت، في 16 أغسطس 2014. في أمريكا اللاتينية، ظهر لأول مرة في 13 أكتوبر 2014، على دسكوفري كيدز. يتكون الموسم الأول من 24 حلقة، مدة كل منها 15 دقيقة. الجمهور المستهدف هو الأطفال الذين تتراوح أعمارهم بين 3 و5 سنوات.

## ملخص
يعرض المسلسل مغامرات لونا (بصوت أنجلينا كاربالو وصوت الغناء هانا سترو)، فتاة شابة شغوفة في حب العلم، شقيقها الصغير جوبيتر (الذي سمي على اسم كوكب المشتري) (بصوت راؤول) وحيوانهم النمس كلايد (بصوت إريك أندرسون وغناء فرانك ويلكر).